# Демократичен и социален център
Демократичният и социален център (на испански: Centro Democrático y Social; ДСЦ) е политическа партия в Испания, основана през 1982. През 2006 тя се влива в Народната партия, но малко по-късно е възстановена от група членове, несъгласни със сливането.
ДСЦ е основан на 29 юни 1982 от Адолфо Суарес, основният архитект на прехода към демокрация след смъртта на Франсиско Франко и ръководител на правителството от 1976 до 1981. Партията има претенциите да бъде наследник на Съюза на демократичния център (СДЦ), влял се в Народната партия.
След като се оттегля от ръководството на правителството и на СДЦ през януари 1981, Суарес продължава да се опитва да установи контрол над партийния апарат. След като не успява да си върне лидерството, той изоставя създадената от него партия и основава ДСЦ. Новата центристка партия се представя слабо на общите избори през октомври, получавайки само две места в парламента.
През юни 1986 ДСЦ утроява получения процент на изборите до 9,2%, привличайки много гласове на някогашния СДЦ. В предизборната кампания Суарес акцентира върху своя опит като ръководител на правителството и критикува Испанската социалистическа работническа партия (ИСРП), че не е изпълнила предизборните си обещания от 1982. Застъпването му за по-независима външна политика и подобряване на положението на бедните привлича и гласове на разочаровани от ИСРП.
На общинските и регионални избори през юни 1987 ДСЦ получава най-значително усилване на позициите си. Проучвания в края на годината показват още по-силна подкрепа за партията, а личният рейтинг на Адолфо Суарес се изравнява с този на премиера Фелипе Гонсалес. Суарес призовава за намаляване на зависимостта от Съединените щати и засилване на държавната намеса в икономиката с цел да привлече избиратели, недоволни от икономическата политика на социалистите.
През 1988 ДСЦ се включва в Либералния интернационал.
През 2005 партията се влива в Народната партия. По това време тя разполага с 54 общински съветници и около 3000 члена.
|  | Тази страница частично или изцяло представлява превод на страницата Democratic and Social Centre в Уикипедия на английски. Оригиналният текст, както и този превод, са защитени от Лиценза „Криейтив Комънс – Признание – Споделяне на споделеното“, а за съдържание, създадено преди юни 2009 година – от Лиценза за свободна документация на ГНУ. Прегледайте историята на редакциите на оригиналната страница, както и на преводната страница, за да видите списъка на съавторите. ВАЖНО: Този шаблон се отнася единствено до авторските права върху съдържанието на статията. Добавянето му не отменя изискването да се посочват конкретни източници на твърденията, които да бъдат благонадеждни. |